# Cyclisme aux Jeux panaméricains de 2003
Navigation
Jeux panaméricains de 1999 Jeux panaméricains de 2007
Les compétitions de cyclisme des Jeux panaméricains de 2003 se sont déroulées du 10 au 17 août à Saint-Domingue, République dominicaine.

## Podiums hommes

### Courses sur route
| Compétitions                 | Or                   | Argent                  | Bronze                |
| ---------------------------- | -------------------- | ----------------------- | --------------------- |
| Course en ligne individuelle | Milton Wynants (URU) | Pedro Pablo Pérez (CUB) | José Medina (CHI)     |
| Contre-la-montre individuel  | José Serpa (COL)     | Chris Baldwin (USA)     | Franklin Chacón (VEN) |

### Courses sur piste
| Compétitions           | Or                                                                | Argent                                                                    | Bronze                                                                |
| ---------------------- | ----------------------------------------------------------------- | ------------------------------------------------------------------------- | --------------------------------------------------------------------- |
| Kilomètre              | Ahmed López (CUB)                                                 | Christian Stahl (USA)                                                     | Benjamín Martínez (BOL)                                               |
| Keirin                 | Barry Forde,                                                      | Giddeon Massie (USA)                                                      | Rubén Osorio (VEN)                                                    |
| Vitesse                | Barry Forde                                                       | Leonardo Narváez (COL)                                                    | Giddeon Massie (USA)                                                  |
| Vitesse par équipes    | Cuba Ahmed López Reinier Cartaya Yosmani Poll                     | Colombie Rodrigo Barros Jonathan Marín Leonardo Narváez                   | Venezuela Alexander Cornieles Rubén Osorio Jhonny Hernández           |
| Poursuite individuelle | Edgardo Simón (ARG)                                               | Marco Arriagada (CHI)                                                     | Alexander González (COL)                                              |
| Poursuite par équipes  | Chili Enzo Cesario Marco Arriagada Luis Sepúlveda Antonio Cabrera | Argentine Ángel Darío Colla Guillermo Brunetta Walter Pérez Edgardo Simón | Colombie Alexander González José Serpa Arles Castro Juan Pablo Forero |
| Course aux points      | Milton Wynants (URU)                                              | Marco Arriagada (CHI)                                                     | Leonardo Duque (COL)                                                  |
| Américaine             | Argentine Walter Pérez Juan Curuchet                              | Colombie Alexander González Leonardo Duque                                | États-Unis Colby Pearce James Carney                                  |

### VTT
| Compétitions  | Or                    | Argent              | Bronze                |
| ------------- | --------------------- | ------------------- | --------------------- |
| Cross-country | Jeremiah Bishop (USA) | Edvandro Cruz (BRA) | Deiber Esquivel (CRC) |

## Podiums femmes

### Courses sur route
| Compétitions                 | Or                      | Argent                   | Bronze                  |
| ---------------------------- | ----------------------- | ------------------------ | ----------------------- |
| Course en ligne individuelle | Yoanka González (CUB)   | Janildes Fernandes (BRA) | Yeilin Fernández (CUB)  |
| Contre-la-montre individuel  | Kimberly Bruckner (USA) | Clara Hughes (CAN)       | Kristin Armstrong (USA) |

### Courses sur piste
| Compétitions           | Or                      | Argent                          | Bronze                |
| ---------------------- | ----------------------- | ------------------------------- | --------------------- |
| 500 mètres             | Nancy Contreras (MEX)   | Chris Witty (USA)               | Yumari González (CUB) |
| Keirin                 | Tanya Lindenmuth (USA)  | Daniela Larreal (VEN)           | Yumari González (CUB) |
| Vitesse                | Tanya Lindenmuth (USA)  | Daniela Larreal (VEN)           | Chris Witty (USA)     |
| Course aux points      | Clara Hughes (CAN)      | María Dolores Molina (es) (GUA) | Yoanka González (CUB) |
| Poursuite individuelle | María Luisa Calle (COL) | Yoanka González (CUB)           | Clara Hughes (CAN)    |

### VTT
| Compétitions  | Or                  | Argent                 | Bronze                 |
| ------------- | ------------------- | ---------------------- | ---------------------- |
| Cross-country | Jimena Florit (ARG) | Mary McConneloug (USA) | Francisca Campos (CHI) |

## Tableau des médailles
| #     | Pays       |    |    |    | Total |
| ----- | ---------- | -- | -- | -- | ----- |
| 1.    | États-Unis | 4  | 5  | 4  | 12    |
| 2.    | Cuba       | 3  | 2  | 4  | 9     |
| 3.    | Argentine  | 3  | 1  | 0  | 4     |
| 4.    | Colombie   | 2  | 3  | 3  | 8     |
| 5.    | Uruguay    | 2  | 0  | 0  | 2     |
| 6.    | Chili      | 1  | 2  | 2  | 5     |
| 7.    | Canada     | 1  | 1  | 1  | 3     |
| 8.    | Mexique    | 1  | 0  | 0  | 1     |
| 9.    | Venezuela  | 0  | 2  | 3  | 5     |
| 10.   | Brésil     | 0  | 2  | 0  | 2     |
| 11.   | Guatemala  | 0  | 1  | 0  | 1     |
| 12.   | Bolivie    | 0  | 0  | 1  | 1     |
| 12.   | Costa Rica | 0  | 0  | 1  | 1     |
| Total | Total      | 17 | 19 | 19 | 55    |

## Sources
- (en) Résultats sur Cyclingnews